# マーガレット・オブ・イングランド (1275-1333)
マーガレット・オブ・イングランド（Margaret of England, 1275年3月15日 - 1333年）は、ブラバント公ジャン2世の妃。父はイングランド王エドワード1世。母はカスティーリャ＝レオン国王フェルナンド3世の娘エリナー・オブ・カスティル。エドワード2世は弟、スコットランド王アレグザンダー3世の王妃マーガレットは叔母にあたる。フランス名はマルグリット・ダングルテル（Marguerite d'Angleterre）。

## 生涯
マーガレットはイングランド王エドワード1世とエリナー・オブ・カスティルの第10子として1275年3月15日にウィンザー城で生まれた。
1290年、ウェストミンスター寺院でジャン2世と結婚した。ジャン2世はイングランドの支援を受けてフランス側のエノー伯ジャン2世と戦ったが、成功しないまま1312年に死去した。ブリュッセルの聖ミシェル大聖堂に埋葬され、2人の間の一人息子ジャン3世が後を継いだ。マーガレットはそれから21年後の1333年に死去、夫と同じく聖ミシェル大聖堂に埋葬された。